# Лазар Радојевић
Лазар Радојевић (Рудине, код Никшића, 22. март 1916 — Пљевља, 1. децембар 1941), учесник Народноослободилачке борбе и народни херој Југославије.

## Биографија
Рођен је 22. марта 1916. године у селу Рудине, код Никшића. Отац Радоје био је учитељ. Његова породица потицала је од чувеног црногорског јунака сердара Шћепана Радојевића, који је погинуо 1862. године у борби са Турцима, па је био васпитан у слободарском духу.
Након завршене основне школе отишао је у Сарајево, где је учио Средњу техничку школу. Током школовања прикључио се омладинском револуционарном покрету и постао члан тада илегалног Савеза комунистичке омладине Југославије (СКОЈ). Пошто се истицао међу револуционарном омладином, брзо је запао за око полицији. Интересовање полиције за његов рад било је нарочито након открића да се повезао с групом црногорских комуниста који су се налазили у сарајевском затвору. Лазар је овој групи комуниста, која је била ухапшена у полицијској провали 1936. године, редовно достављао пакете и обавештења.
У Средњој техничкој школи у Сарајеву, по директиви КПЈ, била је формирана једна група скојеваца која је имала задатак да учествује у јавним протестима против разних мера које су спроводиле власти, као и за организовање штрајкова. Лазар је био један од активних организатора штрајка ученика у Средњој техничкој школи. Пошто се у овај ђачки штрајк умешала полиција, он је био разбијен, а Лазар је као организатор био искључен из школе и протеран у Никшић. Након повратка у родно место, повезао се са скојевцима и комунистима из Никшића и наставио деловање, а убрзо је 1938. године био примљен у чланство Комунистичке партије Југославије (КПЈ).
Извесно време је по партијском задатку радио у техници никшићке партијске организације. Ово је био веома одговоран задатак, јер је  никшићка партијска организација тада имала задатак да од Централног комитета КПЈ прихвата материјале, умножава их и потом доставља осталим партијским организацијама у Црној Гори. Полиција је открила да Лазар ради на растурању илегалне комунистичке литературе и забрањених списа, па је због тога неколико пута био хапшен и прогањан. Упркос свим тешкоћама Лазар је био активан у радничком покрету, а посебно је био ангажован у раду спортског друштва „Херцеговац” и радничко-сељачке задруге „Самопомоћ”.
Након окупације Југославије, 1941. године, активно је радио на прикупљању оружја и муниције и припреми бораца за устаничке јединице. Како би као познати комуниста избегао хапшење, јуна 1941. године, с групом истакнутих комуниста је напустио Никшића и прешао на терен, где су живели у илегали. Од првих дана је био учесник Тринаестојулског устанка, у коме су учествовали у сви чланови његове уже породице. Већ у први устаничким данимаистако се храброшћу у борбама против окупатора.
Октобра 1941. године је био изабран за члана Окружног комитета КПЈ за Никшић. Новембра 1941. је био одређен да политички ради на терену, али је на своје велико инсистирање био враћен у јединицу. Као искусан борац био је упућен у батаљон „Пеко Павловић”, који је, у саставу Црногорског НОП одреда био упућен у Санџак у сусрет партизанским јединицама које су се повлачиле из Србије. Лазар је био именован за заменика политичког комесара овог батаљона. На путу ка Санџаку, Црногорски НОП одред је 1. децембра 1941. године извршио неуспели напад на Пљевља.
У току Пљеваљске битке, Лазарев батаљон је извршио свој задатак — продро је до центра града и заузео зграде које су окупаторске јединице претвориле у утврђења. Током ових борби, страдао је борац који је носио батаљонску заставу. Лазар је то видео, узео заставу и повео борце у јуриш на непријатељско утврђење. Том приликом је смртно страдао јер је био покошен митраљеским рафалом.
Указом Президијума Народне скупштине Федеративне Народне Републике Југославије, 21. децембра 1951. године, проглашен је за народног хероја.